# Ладо Кецховелі
Ла́до Кецховелі (груз. ლადო კეცხოველი, повне ім'я: Володимир Захарович Кецховелі, груз. ვლადიმერ ზაქარიას ძე კეცხოველი; нар. 2 (14) січня 1876, Тифліська губернія, Російська імперія — пом. 17 (30) серпня 1903, Тифліс, Російська імперія) — грузинський діяч революційного руху Росіїйської імперії, соціал-демократ.

## Біографія
Народився 1876 року в селищі Тквіаві (за іншими відомостями — у селі Тліа) Горійського повіту Тифліської губернії в сім'ї священика. Приєднався до революційного руху в 1890-х рр., будучи учнем Тифліської православної духовної семінарії. У грудні 1893 року був виключений із семінарії за керівництво страйком учнів; йому було заборонено проживати в Тифлісі.

Будинок на вулиці Боричів Тік у Києві, де Л. Кецховелі мешкав у 1894—1896 роках. Фото 2025 року

Для продовження навчання у 1894 р. Кецховелі виїхав до Києва, де вступив до духовної семінарії. Жив у будинку № 25 по вул. Боричів Тік, на фасаді якого в радянський час було встановлено меморіальну дошку (у 2014 році демонтовано). Брав участь у роботі місцевих соціал-демократичних гуртків. У квітні 1896 році заарештовано і виключено з училища, а після тримісячного ув'язнення вислано на батьківщину під нагляд поліції терміном на два роки.
Сховавшись з-під нагляду поліції, у вересні 1897 р. Кецховелі переїхав до Тифлісу і вступив до грузинської соціал-демократичної організації « Месаме-дасі». Працюючи керуючим у друкарні, вивчив друкарську справу та став одним із організаторів підпільних друкарень партії. Керував масовою агітацією серед робітників міста. Наприкінці 1899 р. організував страйк робітників тифліської конкі, що закінчився задоволенням вимог робітників.
Організував разом із Олександром Цулукідзе та Йосипом Джугашвілі газету «Боротьба» ("Брдзола ").
У січні 1900 року за рішенням керівної групи тифліської організації РСДРП Кецховелі прямує до Баку з метою об'єднати місцеві соціал-демократичні гуртки і створити підпільну друкарню. Наприкінці 1901 р. став одним із засновників першого Бакинського комітету РСДРП і розгортає агітацію серед робітників-залізничників і нафтовиків. У 1901 році створює нелегальну друкарню «Ніна». Незважаючи на блискучу конспірацію, у вересні 1902 року за наказом ротмістра Володимира Рунича Кецховелі був заарештований. У секретному донесенні на ім'я тифліського жандармського управління від 10 серпня 1903 р. повідомляв про роботу Ладо Кецховелі:

«Обвинувачений Володимир Кецховелі… викритий у тому, що був головним організатором таємної друкарні, що друкувала майже всі прокламації та інші революційні видання, що поширювалися до арешту Кецховелі, тобто до вересня 1902 року, у різний час у районах Тифліської, Кутаїсської та Батаїської губерній. При чому тим же дізнанням Кецховелі … викритий у тому, що спільно з деякими з обвинувачених друкував у своїй таємній друкарні прокламації до військ, які мають на меті закликати війська до явної непокори і бунту, які прокламації до того ж, як встановлено, мали широке поширення серед військ.
…Кецховелі, завдяки своїм широким революційним зв'язкам і знайомствам, під чужими прізвищами, з фальшивими паспортами… зумів організувати таке складне і ризиковане підприємство, як таємна друкарня, що функціонує майже протягом двох років, частина якої до того ж досі так і залишилася не виявленою».

Спочатку Кецховелі відбував ув'язення в бакінській в'язниці, потім був переведений до Метехського замку. Відмовився співпрацювати зі слідством. Боровся проти жорстоких тюремних порядків, організовував страйки ув'язнених. 17 (30) серпня 1903 р. Ладо Кецховелі був убитий у камері пострілом тюремника у вікно.

## Пам'ять
У 1936 році в саду Комунарів у Тбілісі було споруджено пам'ятник Ладо Кецховелі (скульптор В. Топурідзе). Вулиця Лоріс-Меліковська в Тбілісі з 1922 по 1986 роки носила ім'я Кецховелі (нині — вулиця Ладо Гудіашвілі).

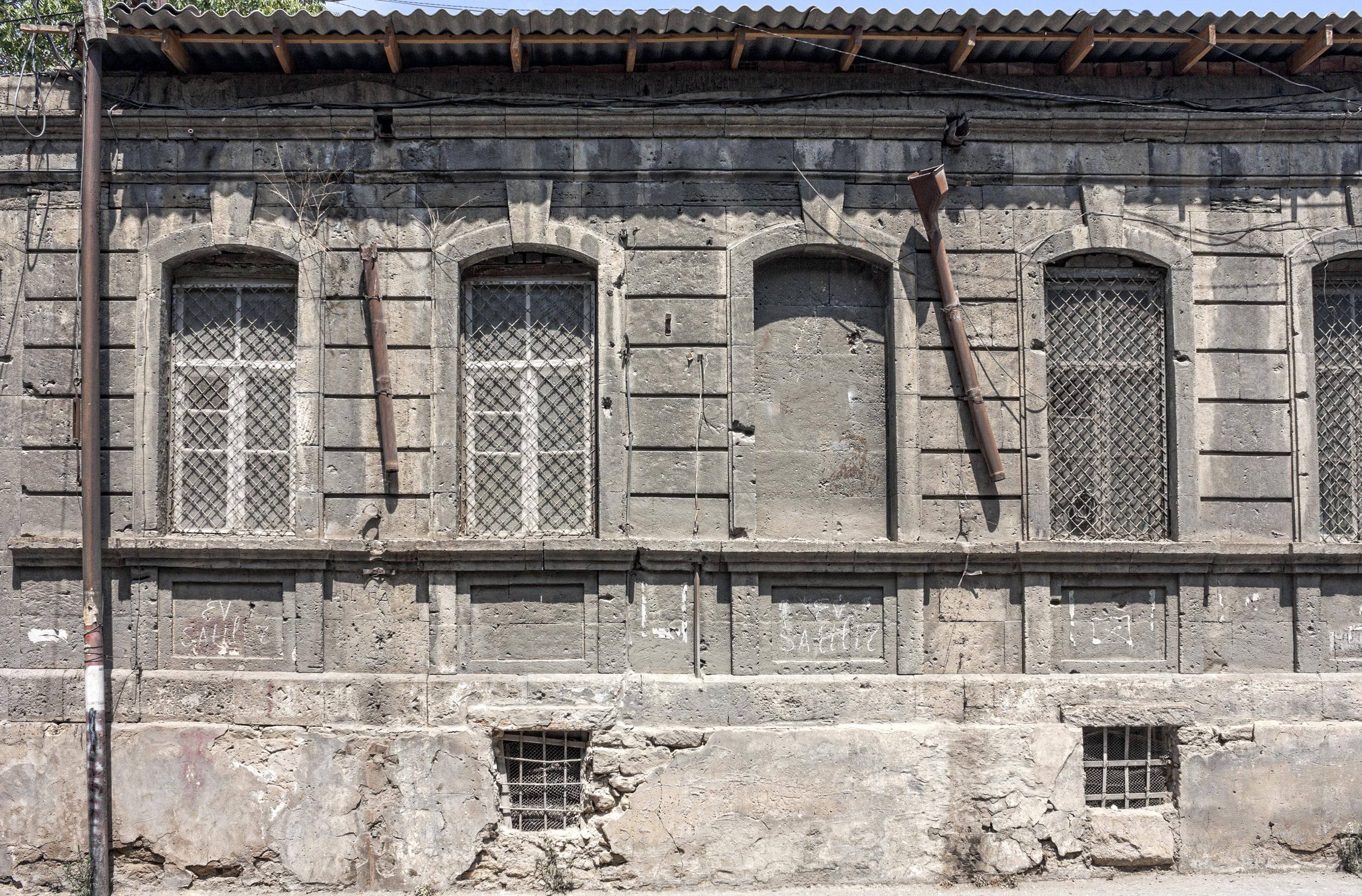
Будинок на вулиці Кецховелі у Баку (нині вулиця імені Академіка Шаміля Азізбекова)

У Баку вулиця Верхня Приютська в роки радянської влади була перейменована на честь Ладо Кецховелі, після розпаду СРСР названа на честь академіка Академії Наук Азербайджанської РСР Шаміля Абдулрагім огли Азізбекова.
У 1937 році на честь Ладо Кецховелі була ненадовго перейменована київська вулиця, яка тоді називалася вулицею Гершуні (вона ж Маловолодимирська, Столипінська, Чкалова, нині вулиця Олеся Гончара), а після того, як їй було через два роки присвоєно ім'я Чкалова, назва "переїхала (до 1984 року) на іншу київську вулицю — Воздвиженську, а потім (до 2018 року) на Воздвиженський провулок.
За радянської влади у Чернівцях також була вулиця Ладо Кецховелі. У жовтні 2015 року депутати Чернівецьуої міськради разом з іншими 50 вулицями перейменували вулицю Кецховелі Ладо — на вулицю Гурамішвілі Давида.
Іменем Ладо Кецховелі названо вулиці в Красноярську, Уфі та Астрахані, а також провулок у Ростові-на-Дону.